# تمارين لاهوائية

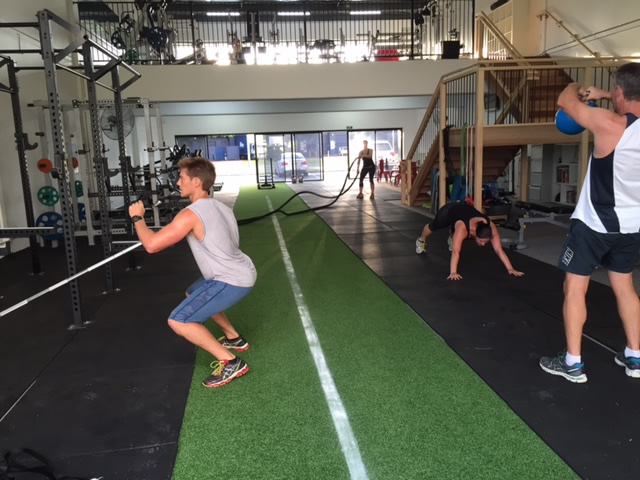
تمارين القوة مثالًا على التمارين اللاهوائية.

التمارين اللاهوائية هي تمارين ذات كثافة كافية لتحفيز عملية الأيض اللاهوائي (أي في غياب الأكسجين) وهي تكون عادة عند بدء الحركة من بعد السكون. ويمارسها الرياضيون في رياضات شديدة التحمل ولفترة قصيرة (دقائق)، وقد يكررها، فهي تختلف عن الرياضة المستمرة مثل الجري مسافات طويلة التي تجري باحراق الأكسجين الذي يتنفسه الرياضي. التمارين الاهوائية (أي في غياب الأكسجين) يمارسها الرياضيون لتعزيز قوتهم وسرعتهم وكما يمارسها أيضا لاعبي كمال الأجسام لبناء عضلاتهم (تكرار التمرين على فترات). ويتأثر نظام الطاقة للعضلات التي يجري تدريبها بممارسة التمارين اللاهوائية بطريقة مختلفة عن التمارين الهوائية - تمارين الأيروبيك- مما يؤدي إلى أداء أفضل في الأنشطة القصيرة والمكثفة التي تبدأ من ثواني وتصل حتى دقيقتين (امثلة، الانطلاق لسباق المئة متر، أو رفع الأثقال).

## الأيض اللاهوائي
الأيض اللاهوائي أو استهلاك الطاقة اللاهوائية (في غياب الأكسجين) هو جزء طبيعي من الطاقة الأيضية اللاهوائية المستهلكة في كامل الجسم. وتجري العمليات السريعة لشد العضلات مثل رفع الأثقال - مقارنة بشد العضلات ببطء- عن طريق نظم الأيض اللاهوائي، كما تزيد من الطاقة اللاهوائية المستهلكة كأي عملية سريعة الشد لألياف العضلات. وتنتج التمارين المكثفة التي تدوم لمدة أربع دقائق فأكثر تقريبا -كسباق الميل على سبيل المثال- كمية مركبات عضوية مختزنة، يجري اختزانها أثناء هضم الغذاء، تلك المركبات العضوية تحتوي على طاقة كبيرة يستغلها الجسم فوريا لأداء الحركة. ويصعب قياس الطاقة اللاهوائية المستهلكة بدقة، بالرغم من وجود طرق مختلفة ومعقولة لتخمين المركبات الناتجة عن التمارين اللاهوائية والتي يختزنها الجسم، وعلى الأخص في خلاياه العضلية.
وتشمل التمارين الهوائية في المقابل النشاطات الأقل كثافة والتي تؤدى في فترات زمنية أطول. وتتطلب بعض النشاطات كالمشي والجري (متضمنة مرحلة التدريب المسماة بفترة التسخين) والسباحة وركوب الدراجات قدرا كبيرا من الأوكسجين لتوليد الطاقة -أي الطاقة الهوائية المستهلكة- اللازمة لممارسة الحركة وممارسة التمارين ذات المدة الطويلة. وفي الرياضات التي تتطلب دُفعات تمرين قصيرة متكررة من الطاقة، يتيح النظام اللاهوائي للعضلات أن تستعد للدُفعة القادمة. ولذلك تتطلب العديد من الرياضات تطوير كلا النوعين من نظم إنتاج الطاقة.

## الانظمة
و لأنظمة الطاقة اللاهوائية نوعان هما:
- نظام المركبات الفوسفاتية ذات الطاقة العالية، ثلاثي فوسفات الأدينوسين ATP وفوسفات الكرياتين CP؛ وهذه المركبات تكون مخزونة في الخلايا العضلية لأداء الحركة (أول 3 دقائق للحركة).
- نظام تحلل لا هوائي للجلايكوجين؛ وهذه تكون مختزنة في الكبد وتـُرسل جزءا منها إلى العضلات الشغالة بطريق الدم؛ ويمكن ان يجريإنتاج طاقتها في البدء - 3 دقائق مثلا - لا هوائيا. وبعد تلك الفترة القصيرة يجريحرق الجلايوجين هوائيا للاستمرار في الحركة، مثل الجري حيث ينظم العداء معدل تنفسه (كمية الجلاكوجين المختزنة تقدر بنحو 650 جرام).

أما مركبات الفوسفات ذات الطاقة العالية فهي تختزن بكميات محدودة جدا داخل خلايا العضلات. وأما تحلل الجلايكوجين في الكبد ينتج جلوكوز ويرسله الكبد بواسطة الدم إلى العضلات؛ وقد يجرياستهلاك طاقته لأداء الحركة بطريقة لاهوائية (أي من دون استهلاك للأكسجين، بضع دقائق ثم يبدأ تفكك الجلايكوجين وحرقه بالأكسجين، وهذا قد يستمر لمدة طويلة (90 دقيقة مثلا أو ثلاثة ساعات). ينتج عن تكسر الجلوكوز في عدم وجود الأكسجين لمدة طويلة تشكيل حامض اللاكتيك (وبالأحرى، اللاكتات في المستويات الحموضية pH الحيوية).
تعتمد الأنشطة البدنية التي تدوم لمدة ثلاثين ثانية تقريبا على النظام الأول - نظام استهلاك المركبات الفوسفاتية، مثل ATP وفوسفات الكرياتين CP. وبعد هذه المدة يبدأ كلا نظامي تفكك الجلوكوز لاهوائيا ثم حرقه هوائيا في وجود الأكسجين بالسيادة. وكان من المتعارف عليه سابقا أن النتيجة الجانبية لتحلل الجلايكوجين اللاهوائي -اللاكتات- متلفة لمهمة العضلات حيث يشعر المرء بتقلص العضلات وهي مؤلمة. بينما اتضح أن هذه النتيجة لا تظهر عادة إلا عندما تكون مستويات اللاكتات مرتفعة جدا. ومستويات اللاكتات المرتفعة هي إحدى التغيرات التي تظهر داخل خلايا العضلات وحولها خلال الرياضات المكثفة والتي قد تؤدي إلى "تمزق جزئي"؛ والتمزق -أي الفشل العضلي- موضوع معقد. ويعتبر ارتفاع تركيز اللاكتات في الدم والعضلات نتيجة طبيعية لأي مجهود بدني. كما يمكن تحسين فعالية الأنشطة اللاهوائية من خلال التدريب (أقرأ تدريب الفترة).

## اقرأ أيضا
- تدريب تدريجي
- إتاحة الطاقة
- لياقة بدنية
- اتاحة الطاقة في جسم الإنسان